# Thomas Contee Worthington
Thomas Contee Worthington (* 25. November 1782 bei Annapolis, Maryland; † 12. April 1847 in Frederick, Maryland) war ein US-amerikanischer Politiker. Zwischen 1825 und 1827 vertrat er den Bundesstaat Maryland im US-Repräsentantenhaus.

## Werdegang
Thomas Worthington war der Neffe des Kongressabgeordneten Benjamin Contee (1755–1815). Er erhielt nur eine eingeschränkte Schulausbildung. Während des Britisch-Amerikanischen Krieges von 1812 diente er als Hauptmann in den amerikanischen Streitkräften. Zwischen 1818 und seinem Tod im Jahr 1847 bekleidete er den Rang eines Brigadegenerals der Staatsmiliz. Nach einem Jurastudium und seiner 1817 erfolgten Zulassung als Rechtsanwalt begann er in Annapolis in diesem Beruf zu arbeiten. Seit 1818 war er in Frederick ansässig. Gleichzeitig schlug er als Mitglied der Demokratisch-Republikanischen Partei eine politische Laufbahn ein. Im Jahr 1818 zog er in das Abgeordnetenhaus von Maryland ein.
Bei den Kongresswahlen des Jahres 1824 wurde Worthington im vierten Wahlbezirk von Maryland in das US-Repräsentantenhaus in Washington, D.C. gewählt, wo er am 4. März 1825 die Nachfolge von John Lee antrat. Bis zum 3. März 1827 konnte er eine Legislaturperiode im Kongress absolvieren. Diese war von den Diskussionen zwischen Anhängern und Gegnern des späteren Präsidenten Andrew Jackson bestimmt. Nach dem Ende seiner Zeit im US-Repräsentantenhaus praktizierte Worthington wieder als Anwalt in Frederick, wo er am 12. April 1847 starb.